# 習水県
習水県（しゅうすい-けん）は中華人民共和国貴州省遵義市に位置する県。

## 歴史
清代に下県が設置される。1915年に古代鰼国が位置したことにより鰼水県と改称されたが、1959年の地名簡略化により習水県と改称された。

## 行政区画
下部に4街道、20鎮、2郷を管轄する。
- 街道
  - 東皇街道、杉王街道、九竜街道、馬臨街道
- 鎮
  - 民化鎮、土城鎮、隆興鎮、同民鎮、醒民鎮、習酒鎮、回竜鎮、桑木鎮、二郎鎮、永安鎮、二里鎮、桃林鎮、官店鎮、仙源鎮、良村鎮、程寨鎮、三岔河鎮、温水鎮、大坡鎮、寨壩鎮
- 郷
  - 双竜郷、坭壩郷

## 交通

### 道路
- 高速道路
  - 蓉遵高速道路
  - S10 徳習高速道路
- 国道
  - G212国道
  - G352国道